# Château de Saint Philippe
Le château de Saint-Philippe, également appelé fort Saint-Philippe ou citadelle Saint-Philippe, en catalan : Castell de Sant Felip et en espagnol : Castillo de San Felipe, est une forteresse qui gardait l'entrée du port de Mahón, sur l'île de Minorque. Elle était située sur la commune d'Es Castell.

## Histoire
Construite par les Britanniques à partir d'un ancien fort espagnol, le Castell de San Felipe, qui avait été bâti vers 1554, après le Sac de Mahón, par l'amiral ottoman Khayr ad-Din Barberousse. Il servira notamment lors de l'attaque de 1558 par Piyale Pacha.
La garnison britannique qui se trouve sur place pendant la guerre de Sept Ans ne parvient pas à repousser le débarquement des troupes françaises, lors de la bataille de Minorque en 1756 ; et, assiégée, la garnison commandée par William Blakeney est contrainte de se rendre au maréchal de Richelieu après soixante et onze jours de siège (18 avril – 28 juin 1756). La chute du fort et de l'île de Minorque est perçue comme un échec majeur en Grande-Bretagne, et l'amiral Byng — jugé responsable de cette défaite — est fusillé pour l'exemple. Le fort et l'île de Minorque seront rendus aux Britanniques conformément aux termes du traité de Paris signé en 1763. Lors de l'invasion de Minorque (1781) (en), pendant la guerre d'indépendance des États-Unis, le fort est à nouveau pris aux Britanniques et démoli en partie.
En 1783, le roi Charles III ordonne que soient démolies les rares parties du fort encore debout. Aujourd'hui, un tunnel souterrain et une batterie de canons du XVIIIe siècle peuvent être visités.

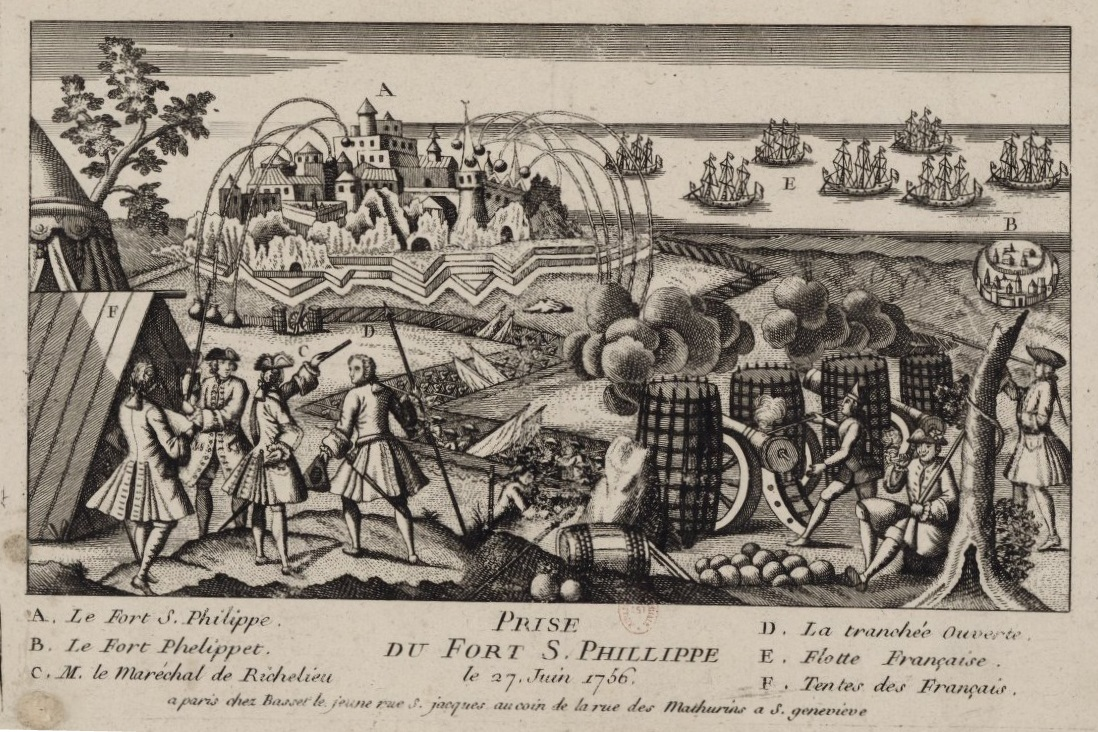
Le siège de la citadelle (1756).
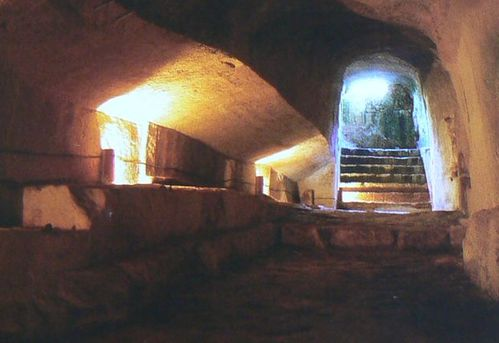
Tunnel souterrain, rare vestige du fort d'origine